# Kramators'k
Kramators'k (ukrajinski: Краматорськ, ruski: Краматорск)  je grad u istočnoj Ukrajini u (Donjeckoj oblasti). 
Osnovan je 1868., a status grada dobio je 1932. godine. Kramators'k je bio jedan od uporišta proruskih pobunjenika 2014. u ratu u istočnoj Ukrajini. 

## Stanovništvo
Materinji jezik stanovništva prema popisu stanovništva iz 2001. godine
- ruski 67,9 %
- ukrajinski 31,1 %
- armenski 0,2 %
- bjeloruski 0,1 %
- romski 0,1 %

Etnički sastav stanovništva:
- Ukrajinci: 70,2 %
- Rusi: 26,9 %
- Bjelorusi: 0,7 %
- Armenci: 0,6 %
- Azerbajdžanci: 0,2 %
- Židovi: 0,1 %

## Vanjske poveznice
- www.krm.gov.ua/